# Gian Matteo Giberti
Gian Matteo Giberti (1495. – 1543.), bio je diplomat papinske kurije i veronski biskup.

## Životopis
Rođen je u Palermu u obitelji pomorskog trgovca Franca i Magdalene. Za vrijeme pontifikata Julija II. postaje klerik te je djelovao kao apostolski protonotar. Pristupio je dominikancima, ali ga je otac natjerao da napusti red kako bi napredovao u crkvenoj karijeri. Završio je studij teologije i prava u Bolonji te se vratio u službu pape Lava X.
U Rimu je bio član rimske Akademije te oratorija Božanske ljubavi. Službovao je kao tajnik kardinala Julija de Medicija. Služio je i kao papinski diplomat: na dvoru Karla V., u Nizozemskoj, Engleskoj i Španjolskoj. Na Petom lateranskom saboru bio je član povjerenstva za protestantsku reformu. Za vrijeme pape Klementa VII. službovao je kao kancelar. Godine 1524. imenovan je veronskim biskupom.
Godine 1527., prigodom pljačke Rima od njemačkih carskih trupa, bio je zarobljen u tvrđavi Sant'Angelo. Kasnije se povlači iz političkih krugova te se u potpunosti posvetio dušobrižničkim poslovima u biskupiji. Brojne njegove ideje o reformi Crkve prihvaćene su kasnije na Tridentskom saboru.

### Članci
- Novak, Zrinka. 2020. Iz rapske crkvene prošlosti. Prilog životopisu rapskoga biskupa Vincenta Negusantija (1514. – 1567.). Croatica Christiana periodica. Sveučilište u Zagrebu - Katolički bogoslovni fakultet. Zagreb. 44 (86): 59–86